# Чичава
Чичава (слч. Čičava) насељено је мјесто са административним статусом сеоске општине (слч. obec) у округу Вранов на Топлој, у Прешовском крају, Словачка Република.

## Становништво
| Година:    | 1994. | 2004.    | 2014.    | 2024.    |
| ---------- | ----- | -------- | -------- | -------- |
| Број људи: | 719   | 979      | 1238     | 1379     |
| Разлика:   |       | +36,16 % | +26,45 % | +11,38 % |

| Година:    | 2023. | 2024.   |
| ---------- | ----- | ------- |
| Број људи: | 1347  | 1379    |
| Разлика:   |       | +2,37 % |

Према подацима о броју становника из 2024. године насеље је имало 1379 становника.